# Verband der Lebensmittel- und Getränkearbeiter Deutschlands
Der Verband der Lebensmittel- und Getränkearbeiter Deutschlands wurde 1885 als Allgemeiner Deutscher Brauerverband gegründet und erhielt 1922 seinen endgültigen Namen. Die freie Gewerkschaft organisierte die Arbeitnehmer in Brauereien und Mühlen sowie verwandten Branchen im deutschen Kaiserreich und der Weimarer Republik.

## Geschichte
Die Gewerkschaft wurde am 17. Juli 1885 mit dem Namen Allgemeiner Deutscher Brauerverband gegründet und 1904 in Zentralverband Deutscher Brauereiarbeiter und Verwandter Berufsgenossen umbenannt. Seit Anschluss des 1889 gegründeten Mühlenarbeiterverband im Jahr 1910 wurden mit dem Namen Verband der Brauerei- und Mühlenarbeiter und Verwandter Berufsgenossen beide Berufsgruppen berücksichtigt. Im Jahr 1922 wurde die Gewerkschaft in Verband der Lebensmittel- und Getränkearbeiter Deutschlands umbenannt.
Der Brauer- und Mühlenarbeiterverband sowie die gemeinsame Gewerkschaft waren Mitglieder in der Generalkommission der Gewerkschaften Deutschlands und beim 1919 gegründeten Nachfolger Allgemeiner Deutscher Gewerkschaftsbund der freien Gewerkschaften. International war der Verband beim Internationalem Sekretariat der Brauereiarbeiter und deren Nachfolger Internationale Union der Organisationen der Arbeiter und Arbeiterinnen der Lebens- und Genußmittel-Industrie engagiert.
Auf einer außerordentlichen Generalversammlung im September 1927 in Leipzig beschlossen die vier Verbände Deutscher Nahrungs- und Genußmittelarbeiter-Verband, Verband der Böttcher, Weinküfer und Hilfsarbeiter Deutschlands, Zentralverband der Fleischer und Berufsgenossen Deutschlands und der Verband der Lebensmittel- und Getränkearbeiter Deutschlands eine gemeinsame Gewerkschaft zu gründen. Am 24. September 1927 wurden die vier bisherigen Verbände aufgelöst und deren Nachfolger Verband der Nahrungsmittel- und Getränkearbeiter entstand.

## Vorsitzende
- 1885–1889: N.N.
- 1891–1898: Richard Wiehle
- 1898–1907: N.N.
- 1907–1914: Martin Etzel
- 1914–1927: Eduard Backert